# Santiago Salcedo
Santiago Gabriel Salcedo Gonzalez (né le 6 septembre 1981) est un footballeur paraguayen qui évolue au poste d'attaquant.

## Biographie
Il a participé à la Copa Libertadores 2005, marquant neuf buts en faveur du Cerro Porteño. 
Il a joué pour le F.C. Tokyo au Japon.
Il a également joué en équipe du Paraguay entre 2003 et 2005.